# Parco Dora
El parque Dora (en italiano, parco Dora, en piemontés parch Dòira) es un parque urbano público en Turín (Italia) de 456.000 m² de extensión, ubicado en el barrio de Spina 3 donde hasta los años noventa existían grandes fábricas de Fiat y Michelin. Toma su nombre del río que lo cruza, el Dora Riparia, y está rodeado por las calles Nole, Valdellatorre, el túnel Mortara, largo Orvieto, la vía Livorno, vía Daubrée, corso Umbria y la plaza Piero della Francesca, entre las Circunscripciones 4 y 5.
Anteriormente grandes fábricas se establecieron en el actual suelo del parque. Reminiscencias arquitectónicas de este pasado industrial quedan en su paisaje. En 2004 se lanzó el concurso público para el diseño del nuevo parque. El ganador del concurso fue el grupo coordinado por la empresa de ingeniería STS spa (arquitecto Giulio Desiderio, ingenieros Fausto Gallarello y Mario Berriola), Studio Carlo Pession (ingeniero Vittorio Cappato) el diseñador de la luminaria Gerd Pfarrè, el artista Ugo Marano y con la contribución del arquitecto paisajista Peter Latz.
El parque Dora representa uno de los pulmones de la ciudad, siendo el parque más grande tras el Parco della Pellerina. En él se celebra cada julio el festival de música electrónica Kappa FuturFestival.

## Galería
|  |
|  |

|  |
|  |

|  |
|  |

|  |
|  |

|  |
|  |